# إيلي فيزيل

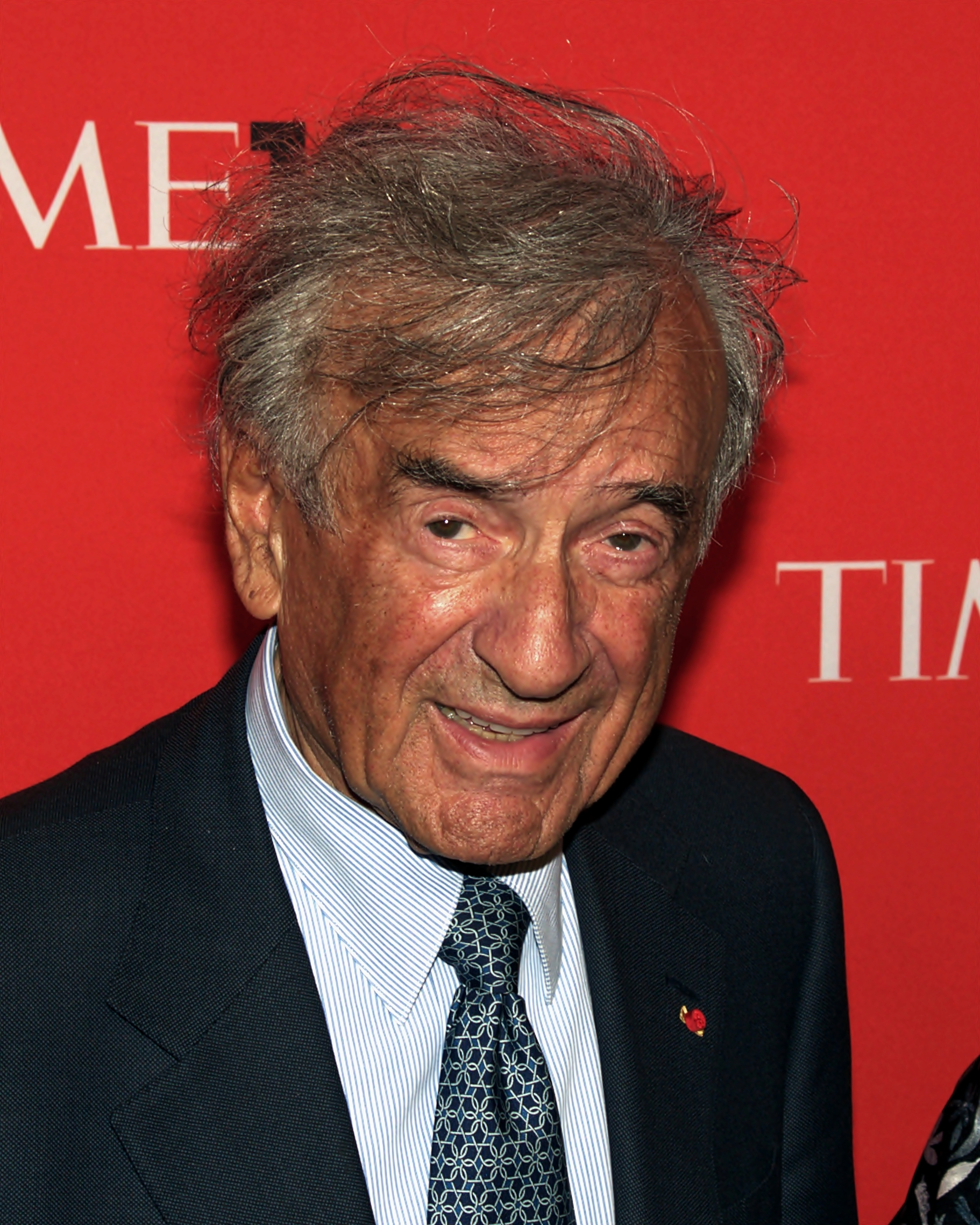
ايلي فيزيل خلال خطاب في الكونغرس الأمريكي

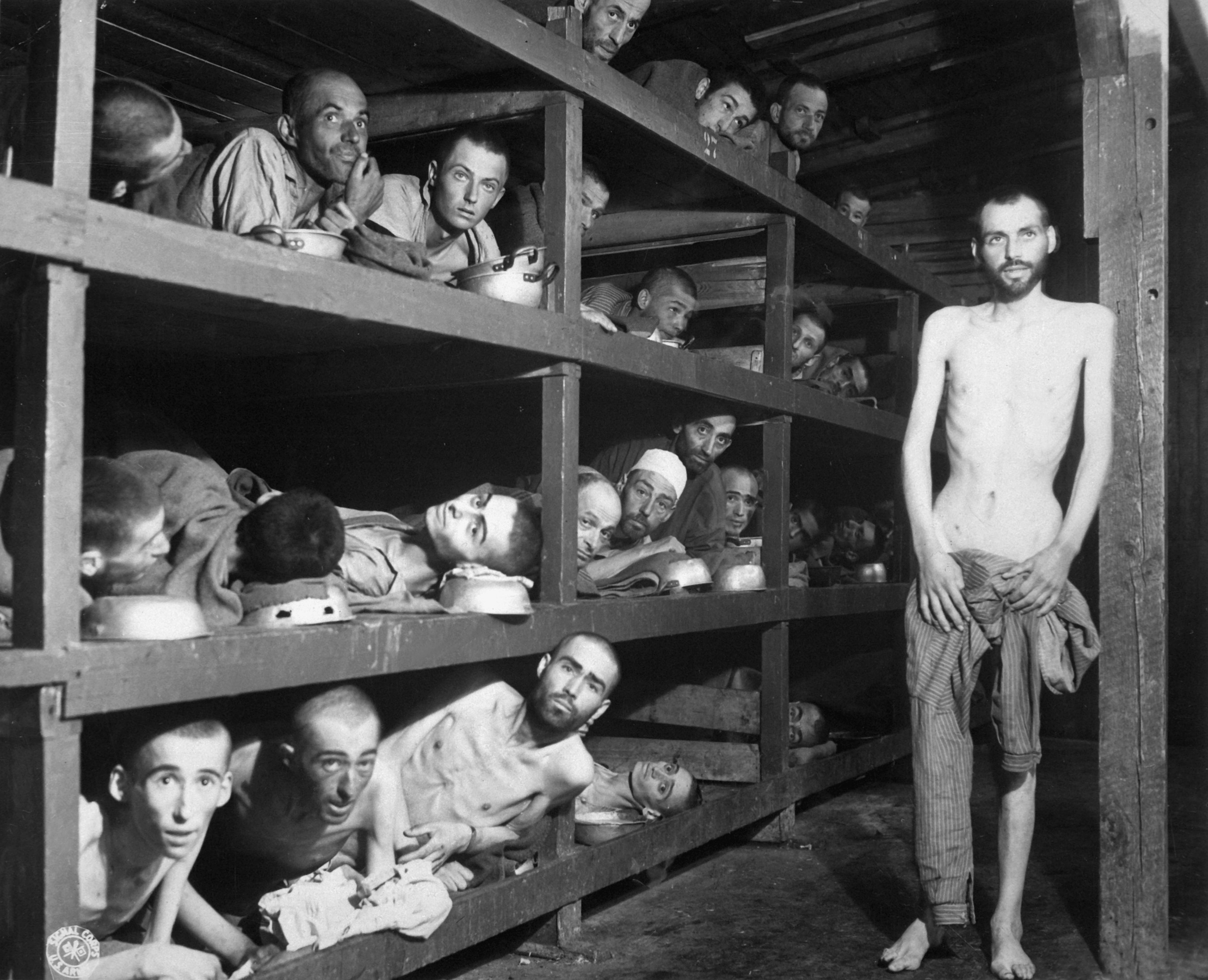
بوخنفالد، 1945. إيلي هو على الصف الثاني من الأسفل، السابع من اليسار.

إيلي فيزيل (ولد في 30 سبتمبر 1928 في برومانيا - 2 يوليو 2016) هو بروفيسور أمريكي يهودي وناشط سياسي. ألف 57 كتابا وهو يكتب عادة باللغة الفرنسية. أحد الناجين من محرقة هولوكوست. تم نقل عائلته إلى مركز اعتقال أوشفيتز حيث كان معتقلاً بدوره هناك كما فقد عددا من أقربائه في المحرقة.
تحصل سنة 1986 على جائزة نوبل للسلام وحصل في عام 1997 علي جائزة حارس صهيون التي تمنح للذين دعموا دولة إسرائيل.[بحاجة لمصدر] عرض عليه في أكتوبر 2006 الترشح لمنصب رئيس إسرائيل من قبل إيهود أولمرت ولكنه رفض معللا بكونه مجرد كاتب.[بحاجة لمصدر].

و عين سنة 1998 رسول السلام التابع للأمم المتحدة.
إلى جانب الكتابة، كان أستاذاً للعلوم الإنسانية بجامعة بوسطن، التي أنشأت مركز إيلي فيزيل للدراسات اليهودية تكريمًا له. كان متورطًا في قضايا يهودية وساعد في إنشاء متحف ذكرى الهولوكوست في الولايات المتحدة في واشنطن العاصمة. وفي أنشطته السياسية، شنّ حملة من أجل ضحايا الاضطهاد في بلدان عدة كجنوب إفريقيا ونيكاراغوا وكوسوفو والسودان. أدان علانية الإبادة الجماعية للأرمن عام 1915 وظلّ مدافعًا قويًا عن حقوق الإنسان خلال حياته. وقد وصفته صحيفة لوس أنجلوس تايمز بأنه ‹‹أعظم يهودي في أمريكا››.
حصل فيزيل على جائزة نوبل للسلام في عام 1986. وفي ذلك الوقت، وصفته لجنة نوبل النرويجية بأنه ‹‹رسول للبشرية››، قائلة إنه من خلال كفاحه للتوصل إلى تصالح مع ‹‹تجربته الشخصية من الإذلال التام والاحتقار المطلق للإنسانية الذين يتجسدان في معسكرات الموت التي أنشأها هتلر››، وكذلك ‹‹مع نشاطه العملي في قضية السلام»، قدّم فيزيل رسالة مفادها ‹‹السلام والغفران والكرامة الإنسانية›› للبشرية. كان عضوًا مؤسسًا في مؤسسة نيويورك لحقوق الإنسان وظل نشطًا فيها طوال حياته.

## النشأة
ولد إيلي فيزيل في سيغيت (الآن سيغيتو مارماي)، ماراموريس، في جبال الكاربات في رومانيا. كان والدته سارة فيغ ووالده شلومو فيزيل. كانت عائلة فيزيل تتحدث اللغة اليديشية معظم الوقت في المنزل، ولكنها تحدثت الألمانية والهنغارية والرومانية أيضًا. والدة فيزيل، سارة، هي ابنة دودي فيغ، وهي تنحدر من سلالة حاسيدية معروفة ومزارعة من قرية مجاورة. كان دودي فعالًا وموثوقًا به في المجتمع.
غرس والد فيزيل، شلومو، إحساسًا قويًا بالإنسانية في ابنه، وشجعه على تعلم اللغة العبرية وقراءة الأدب، في حين شجعته والدته على دراسة التوراة. قال فيزيل إن والده مثّل السبب، بينما والدته سارة عزّزت الإيمان. عُلّم فيزيل أن نسبه يعود إلى الحاخام شلومو، ابن إسحاق، وكان سليل الحاخام يشعياهو بن إبراهيم هوروفيتز ها-ليفي، وهو مؤلف.
كان لدى فيزيل ثلاثة أشقاء –الأخوات الأكبر سنًا بياتريس وهيلدا، والأخت الصغرى تزيبورا. نجت بياتريس وهيلدا من الحرب، ولُمَّ شملهما مع فيزيل في دار فرنسية للأيتام. هاجروا في نهاية المطاف إلى أمريكا الشمالية، عقب انتقال بياتريس إلى مدينة مونتريال في مقاطعة كيبيك في كندا. لم تنج تزيبورا وشلومو وسارة من المحرقة.

## السجن واليتم خلال الهولوكوست
احتلت ألمانيا المجر في مارس 1944، مما مدّ المحرقة إلى ذلك البلد أيضًا. كان فيزيل في الخامسة عشرة من عمره حينها، وقد وُضِعَ هو وأسرته مع بقية السكان اليهود في البلدة في واحد من غيتوين (حيين يهوديين) العزل اللذيّن أقيما في مراماروسيجيت (سيغيت)، البلدة التي وُلِد ونشأ فيها فيزيل. بدأت السلطات الهنغارية في مايو 1944، تحت الضغط الألماني، بترحيل الجالية اليهودية إلى معسكر اعتقال أوشفيتز، حيث قُتِل ما يقارب ال90 في المائة من الناس عند وصولهم.
قُتلت والدته وشقيقته الصغرى مباشرة بعد إرسالهم إلى أوشفيتز. اُختير فيزيل ووالده للعمل طالما ظلوا قادرين على ذلك، وبعدها يُقتلون في غرف الغاز. رُحّل فيزيل ووالده لاحقًا إلى معسكر الاعتقال في بوخنفالد. اعترف لأوبرا وينفري بأنه إلى حين ذلك الترحيل، كان دافعه الرئيسي هو محاولة البقاء على قيد الحياة في أوشفيتزن فقد كان يعلم أن والده كان لا يزال على قيد الحياة: ‹‹كنت أعرف أنه إذا توفيت، فسوف يفارق الحياة››. بعد نقلهم إلى بوخنفالد، تُوفي والده قبل تحرير المخيم. في «مملكة الليل» استذكر فيزيل العار الذي شعر به عندما سمع والده يتعرض للضرب ولم يتمكن من المساعدة.
وُشِمت ذراع فيزيل الأيسر مع عدد السجناء بـ "A-7713". حرّر الجيش الأمريكي الثالث المخيم في 11 أبريل 1945، عندما كانوا على استعداد للمغادرة من بوخنفالد.

## الولايات المتحدة الأمريكية
في عام 1955، انتقل فيزيل إلى نيويورك كمراسل أجنبي للصحيفة الإسرائيلية اليومية «يديعوت أحرونوت». في عام 1969، تزوج من النمساوية ماريون إستر روز، التي ترجمت العديد من كتبه. كان لديهم ابن واحد يدعى شلومو إليشا فيزيل، الذي سمي على اسم والد فيزيل.
في الولايات المتحدة، استمر في كتابة أكثر من 40 كتابًا، معظمها أدب الهولوكوست الواقعي، والروايات. حصل كمؤلف على عدد من الجوائز الأدبية ويعتبر من أهم من وصف المحرقة من منظور شخصي بحت. ونتيجة لذلك، نسب بعض المؤرخين إلى فيزيل إعطاء مصطلح الهولوكوست معناه الحالي، على الرغم من أنه لم يشعر أن الكلمة وصفت هذا الحدث التاريخي وصفًا كافيًا.
شارك مع الكاتب ليونارد فين في تأسيس مجلة «مومنت» في عام 1975.
يقال إن كتاب ومسرحية «محاكمة الله» التي نُشِرت في عام 1979 قد استوحي من تجربته الواقعية في أوشفيتز عندما شَهِد ثلاثة يهود قاموا، وهم على وشك الموت، بإجراء محاكمة ضد الله بتهمة أنه كان ظالمًا للشعب اليهودي. فيما يتعلق بمعتقداته الشخصية، وصف فيزيل نفسه بأنه لا أدري.
لعب فيزيل أيضًا دورًا في النجاح الأولي لرواية «الطائر المصبوغ» للمؤلف جيرزي كوزينسكي من خلال الإشادة بها، قبل الكشف عن كون الكتاب رواية خيالية، أي أن الرواية طُرِحت كتجربة حقيقية لكوزينسكي، وخدعة.
نشر فيزيل مجلدين من المذكرات. نُشر الأول، والذي يحمل عنوان «كل الأنهار تجري إلى البحر»، في عام 1994 وغطى حياته حتى عام 1969. أما المجلد الثاني، والذي يحمل عنوان «البحر ليس ممتلئًا أبدًا»، نشر في عام 1999، غطى السنوات من 1969 إلى 1999.

## حياته الشخصية
تزوج من النمساوية ماريون إستر روز، التي ترجمت العديد من كتبه، في عام 1969. كان لديهم ابن واحد يدعى شلومو إليشا فيزيل، الذي سُمي تيمّنًا بوالد فيزيل. عاشت العائلة في بلدة غرينتش في ولاية كونيتيكت.
تعرض فيزل لهجوم في أحد فنادق سان فرانسيسكو على يد منكر للهولوكست المدعو إريك هانت والبالغ من العمر 22 عامًا في فبراير 2007، ولكنه لم يصب بأذى. أُلقي القبض على هانت في الشهر التالي ووجهت إليه تهم متعددة.
في شهر مايو من عام 2011، شغل فيزيل منصب متحدث الافتتاح في جامعة واشنطن في سانت لويس.
في فبراير 2012، شرع أحد أعضاء كنيسة يسوع المسيح لقديسي الأيام الأخيرة بمعمودية بعد الوفاة لوالدي سيمون فيزنتال دون الحصول على التصريح اللازم. بعد تقديم اسمه للمعمودية بالوكالة، عبّر فيزيل عن رفضه للممارسة غير المصرح بها المتمثلة في تعميد اليهود بعد وفاتهم وطلب من المرشح الرئاسي وعضو كنيسة يسوع المسيح لقديسي اليوم الآخر سانت ميت رومني التنديد به. رفضت حملة رومني التعليق، ووجّهت هذه الأسئلة إلى مسؤولي الكنيسة.

## موته وما بعده
توفي فيزيل في صباح يوم 2 يوليو 2016، في منزله في مانهاتن، عن عمر يناهز الـ 87 عامًا.
أشاد عضو مجلس الشيوخ عن ولاية يوتا، أورين هاتش، بفيزيل في كلمة ألقاها في مجلس الشيوخ في الأسبوع التالي لرحيله. قال فيها: ‹‹بوفاة إيلي فقدنا منارة أمل وإنسانية ››. لقد فقدنا بطلاً لحقوق الإنسان ونجمًا لأدب الهولوكوست".

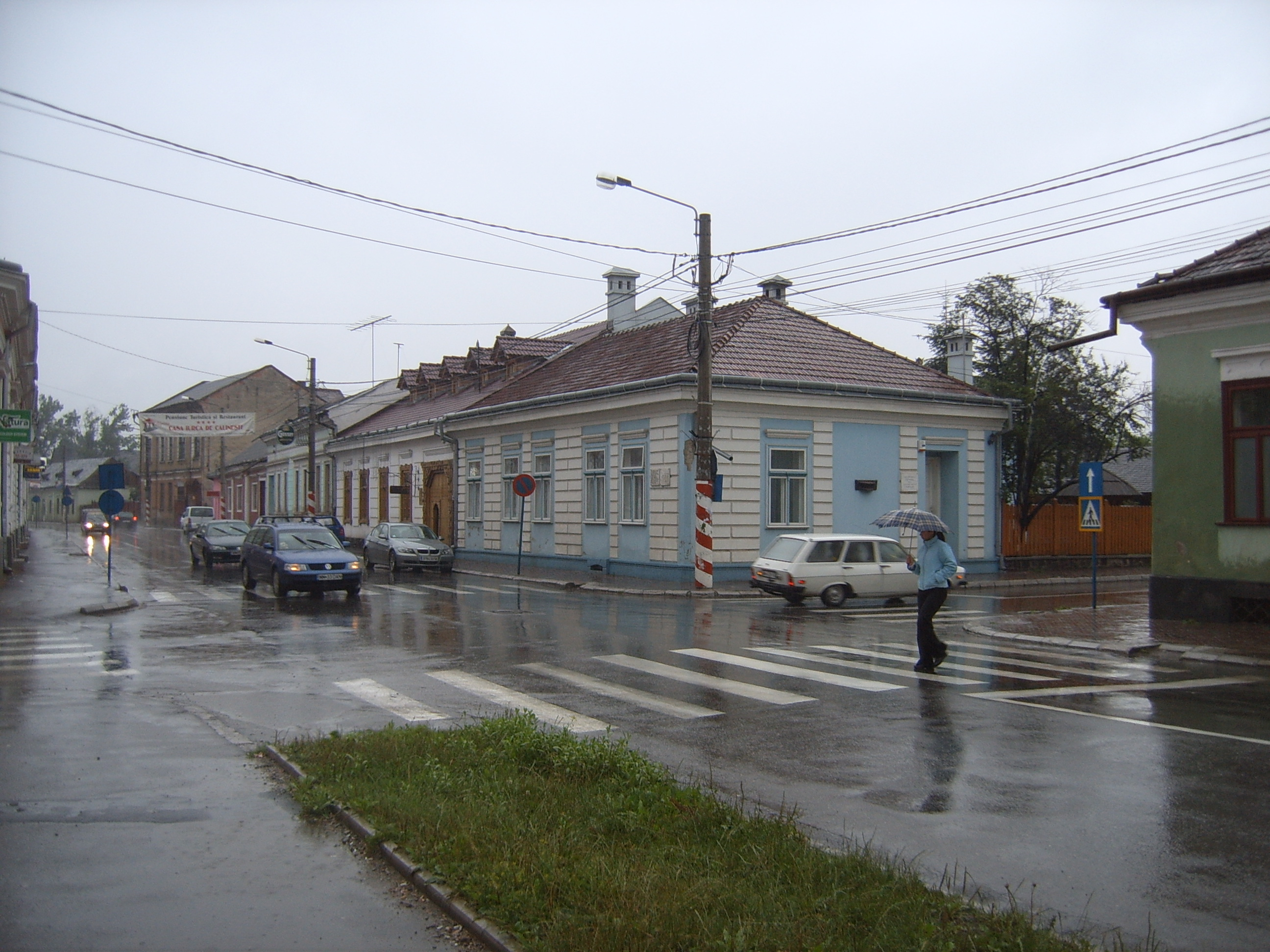
المنزل الذي ولد فيه ويزل في سيغيت

عثر على كتابات معادية للسامية في المنزل الذي ولد فيه فيزيل في عام 2018.

## الجوائز والتكريمات
- وسام الحرية، 1986
- جائزة نوبل للسلام، 1986
- الوسام الرئاسي للحرية، 1992
- جائزة رجل العام، متحف تل أبيب للفنون، 2005

## وصلات خارجية
- إيلي فيزيل على موقع IMDb (الإنجليزية)
- إيلي فيزيل على موقع الموسوعة البريطانية (الإنجليزية)
- إيلي فيزيل على موقع مونزينجر (الألمانية)
- إيلي فيزيل على موقع ميوزك برينز (الإنجليزية)
- إيلي فيزيل على موقع قاعدة بيانات برودواي على الإنترنت (الإنجليزية)
- إيلي فيزيل على موقع إن إن دي بي (الإنجليزية)
- إيلي فيزيل على موقع قاعدة بيانات الفيلم (الإنجليزية)